# Showtime, Storytime
Showtime, Storytime je dvojalbum vydané na Blu-ray, DVD a CD od finské symphonic metalové skupiny Nightwish.
Živý koncert byl nahrán společností Nuclear Blast v Wacken Open Air v německém Wackenu 3. srpna 2013. Tento počin byla první spolupráce skupiny Nightwish a zpěvačky Floor Jansen, která se stala oficiální členkou skupiny dne 9. října 2012. Album obsahuje dokument o prvních dnech účinkování Floor Jansen ve skupině. Délka koncertu je 1 hodina a 25 minut.

## Seznam skladeb

### Crimson Tide
1. Dark Chest of Wonders
2. Wish I Had an Angel
3. She is my Sin
4. Ghost River
5. Ever Dream
6. Storytime
7. I Want My Tears Back
8. Nemo
9. Last of the Wilds
10. Bless the Child
11. Romanticide
12. Amaranth
13. Ghost Love Score
14. Song of Myself
15. Last Ride of the Day